# Tallóci Frank
Tallóci Frank (? - Rigómező, 1448. október 16./18.), névváltozata: Thallóczy Frank (Franko), országnagy, szörényi, valamint szlavón és dalmát-horvát bán.

## Élete
Raguzai Lukács fia, Tallóci Péter, Matkó és János testvére. Bátyja, Matkó révén a család 1431-ben hozzájut a névadó Tallóc birtokhoz, ugyancsak bátyjának köszönhetően, s bátyjával együtt lesz nándorfehérvári kapitány (1429–1440). 1429–1439 között kevei és krassói ispán, valamint krassói várnagy. 1436–1439 között ő töltötte be a szörényi bán címet; 1444–1446 között szlavón és dalmát-horvát bán. Részt vesz a várnai csatában, ő volt a báni bandérium parancsnoka. A második rigómezei csatában halt hősi halált.

## Külső hivatkozások
- Magyar katolikus lexikon/Tallóci Frank